# Paolo Cangini
Paolo Cangini (Rimini, 26 luglio 1967) è un allenatore di calcio ed ex calciatore italiano, di ruolo centrocampista.

## Carriera

### Giocatore
Dal 1984 al 1987 ha giocato in Serie C1 con il Rimini; nella stagione 1987-1988 ha giocato 3 partite in Serie B con il Bari, con cui ha iniziato anche la stagione 1988-1989 prima di passare al Monopoli in C1 nel novembre del 1988. Dal 1989 al 1992 ha giocato in Serie C2 al Rimini, per poi passare brevemente all'Ancona in Serie A.
Nella stagione 1992-1993 ha giocato 23 partite in Serie B con la Fidelis Andria; l'anno seguente ha invece giocato 19 partite nella serie cadetta con l'Ancona, con cui ha militato anche nel corso della stagione 1994-1995 totalizzando altre 25 presenze senza reti. Nel novembre del 1995 viene ceduto all'Imolese, con cui segna un gol in 23 presenze in Serie C2. Chiude la carriera professionistica giocando due campionati in Serie C2, con Montevarchi (fino al novembre del 1996) e Vis Pesaro.
Successivamente gioca per diversi anni in Serie D, con le maglie di Aglianese, Real Montecchio, Urbino e Santarcangelo, ritirandosi nel 2007.

### Allenatore
Dal 2011 al 2018 allena il Gabicce Gradara, prima in Seconda Categoria, poi in Prima Categoria ed infine in Promozione.
Successivamente è stato collaboratore tecnico di Stefano Protti alla Sammaurese e ha allenato il K Sport Azzurra in Prima categoria. Nel dicembre 2019 diventa allenatore del Domagnano (San Marino), incarico che ricopre fino al 2021. Nell'estate del 2022 diventa vice allenatore della Fermana, squadra di Serie C; nel 2024 lascia la Fermana e torna a fare il vice alla Sammaurese.

## Palmarès

### Allenatore

#### Competizioni regionali
- Prima Categoria: 1

Gabicce Gradara: 2015-2016
- Seconda Categoria: 1

Gabicce Gradara: 2012-2013